# إرنست ماير (عالم نبات)
إرنست ماير (بالسلوفينية: Ernest Mayer)‏ (و. 1920 – 2009 م) هو عالم نبات من سلوفينيا، وجمهورية يوغوسلافيا الاشتراكية الاتحادية، ومملكة يوغوسلافيا، كان عضوًا في الأكاديمية الأوروبية للعلوم والآداب، والأكاديمية السلوفينية للعلوم والآداب، توفي عن عمر يناهز 89 عاماً.

## التعليم
تعلم في جامعة ليوبليانا، وتعلم في جامعة فيينا
.

## جوائز
حصل على جوائز منها:

Kidrič Prize ‏